# Hansando
Hansando  är en ö i provinsen Södra Gyeongsang, i den södra delen av Sydkorea, 300 km sydost om huvudstaden Seoul. Det är huvudön i socknen Hansan-myeon i stadskommunen Tongyeong. Ön har broförbindelse med den mindre ön Chubongdo.  Arean är 14,7 kvadratkilometer. Öns högsta punkt är Mangsan, 296 meter över havet.